# Société d’éclairage électrique de Bordeaux
La Société d’éclairage électrique de Bordeaux, appelée aussi « Société d'éclairage électrique de Bordeaux et du Midi »  (« Bordeaux-Midi») était un groupe privé de production d'électricité en France fondé à la fin des années 1880.

## Histoire
Crée à la fin des années 1880 avec un capital, modeste la société commença en 1887 la distribution de l'électricité à Bordeaux, dans le quartier du Cours de l’Intendance. Elle se consacre aux magasins et aux particuliers du centre-ville.
La société recourt d’abord à des petites machines à vapeur, générant du courant thermo-électrique. Puis elle se tourne vers l’énergie à meilleur marché venant du Barrage de Tuilières, construit entre 1905 et 1907 sur la Dordogne, d’une longueur de 105 mètres, qui permet le décollage de l’électricité à Bordeaux . Pour utiliser ce courant meilleur marché, il faut déployer une des premières lignes à haute-tension, à 55 000 volts sur 120 kilomètres, ce qui est prévu dès 1906 par Adrien Palaz, l’ingénieur suisse de l’Énergie Électrique du Sud-Ouest (EESO), la société fournisseuse.
La Société d’éclairage électrique de Bordeaux devient le principal client du barrage. Cette énergie moins chère lui permet de se développer au détriment de ses concurrents. Elle quadruple son capital entre 1910 et 1912, à 32 millions de francs, soit la plus importante capitalisation en France dans le secteur, devant Electricité et Gaz du Nord (25 millions de francs en 1919), Société d’électricité de la région de Valenciennes et Anzin (20 millions de francs en 1917) et Énergie électrique du Nord de la France (10 millions de francs en 1907) .
La révolution technique et la croissance économiques dans le grand Sud-Ouest permettront ensuite à la ville de Bordeaux de bénéficier également de l'expansion de la production hydro-électrique des Pyrénées, plus tardive que celle des Alpes et qui est rendue nécessaire par le développement de la région.